# Polnische Fußballnationalmannschaft (U-21-Männer)
Die polnische U-21-Fußballnationalmannschaft ist eine Auswahlmannschaft polnischer Fußballspieler. Sie untersteht dem PZPN und repräsentiert diesen auf der U-21-Ebene, in Freundschaftsspielen gegen die Auswahlmannschaften anderer nationaler Verbände, aber auch bei den Europameisterschaften des Kontinentalverbandes UEFA. Spielberechtigt sind Spieler, die ihr 21. Lebensjahr noch nicht vollendet haben und die polnische Staatsangehörigkeit besitzen. Bei Turnieren ist das Alter beim ersten Qualifikationsspiel maßgeblich.

## Teilnahmen an den U-21-Europameisterschaften
| 1982 | Viertelfinale      |
| 1984 | Viertelfinale      |
| 1986 | Viertelfinale      |
| 1992 | Viertelfinale      |
| 1994 | Viertelfinale      |
| 1996–2015 | nicht qualifiziert |
| 2017 | Vorrunde           |
| 2019 | Vorrunde           |
| 2021 | nicht qualifiziert |
| 2023 | nicht qualifiziert |
| Anmerkung: Zwischen 1978 und 1992 wurde die Endrunde einer U-21-Europameisterschaft nicht in einem Land ausgetragen, sondern durch Hin- und Rückspiele in den jeweiligen teilnehmenden Nationen absolviert. |                    |

## Trainer
- Andrzej Strejlau (1968–1975)
- Ryszard Kulesza (1974–1978)
- Waldemar Obrębski (1977–1983)
- Edmund Zientara (1983–1987)
- Bogusław Hajdas (1987–1989)
- Janusz Wójcik (1990–1992)
- Wiktor Stasiuk (1992–1994)
- Mieczysław Broniszewski (1994–1995)
- Edward Lorens (1996–1997)
- Paweł Janas (1998–1999)
- Lesław Ćmikiewicz (2000–2001)
- Edward Klejndinst (2002–2003)
- Władysław Żmuda (2004–2005)
- Andrzej Zamilski (2006–2011)
- Stefan Majewski (2011–2012)
- Marcin Dorna (2013–2017)
- Czesław Michniewicz (2017–2020)
- Maciej Stolarczyk (2020–2022)
- Michał Probierz (seit 2022)